# Organização Desportiva Universitária Pan-Americana
A Organização Desportiva Universitária Pan-Americana (em castelhano:  Organización Deportiva Universitaria Panamericana, ODUPA e em inglês:  Continental University Sport Association of America) é a entidade que regulamenta o desporto universitário no continente americano, filiada a Federação Internacional do Desporto Universitário (FISU).
O presidente da entidade é o uruguaio Julio Jakob e o Secretário-Geral é o peruano Eduardo Ramirez Lenci. Também é membro do Comitê Executivo da entidade o brasileiro Roberto Maldonado, que é membro da Confederação Brasileira do Desporto Universitário (CBDU).
A ODUPA não celebra um evento multiesportivo como já acontece com os Jogos Universitários Sul-Americanos que é organizado pela filiada da ODUPA, a Confederação Sul-Americana Universitária de Desportes (COSUD).